# فيتور غوميز
فيتور غوميز هو لاعب كرة قدم برتغالي في مركز الوسط، ولد في 25 ديسمبر 1987 في فيلا دو كوندي في البرتغال. شارك مع منتخب البرتغال تحت 20 سنة لكرة القدم ومنتخب البرتغال تحت 21 سنة لكرة القدم. أما مع النوادي، فقد لعب مع بالق أسير سبور وموريرينسي ونادي ريو أفي ونادي كالياري ونادي مول فيهيرفار.

## وصلات خارجية
- فيتور غوميز على موقع الاتحاد الدولي (مؤرشف)  (الإنجليزية)
- فيتور غوميز على موقع اتحاد تركيا (لاعب) (الإنجليزية)
- فيتور غوميز على موقع قاعدة بيانات كرة القدم.إي يو (الإنجليزية)
- فيتور غوميز على موقع Soccerway.com (الإنجليزية)
- فيتور غوميز على موقع عالم كرة القدم.نت (الإنجليزية)
- فيتور غوميز على موقع AS.com (الإسبانية)